# Elk Pass (Kanada)
Der Elk Pass (mit einer Höhe von 1905 Metern) ist ein hoher Gebirgspass in der Southern Continental Ranges der kanadischen Rocky Mountains, der über die kontinentale Wasserscheide führt. Er verbindet das Elk Valley, durch welches der Elk River fließt, in der Provinz British Columbia mit dem Kananaskis Valley in der Provinz Alberta.
Der Pass ist mit seiner Breite von 4 Kilometern ungewöhnlich, da die beiden Täler aus einem einzigen Gletschergraben entstanden sind. Die Grenzvermesser der Provinzen Alberta und British Columbia teilten ihn 1916 in zwei Routen mit den Bezeichnungen „West Passage“ und „East Passage“ ein. Diese wurden später als West Elk Pass und East Elk Pass in die Verzeichnisse aufgenommen.
Der Elk Pass ist für den normalen Straßenverkehr unzugänglich. Auf der Seite Albertas grenzt der Peter Lougheed Provincial Park und auf der Seite British Columbias der Elk Lakes Provincial Park an den Pass.
Der Trans Canada Trail sollte auf bereits bestehenden Wanderwegen über den Elk Pass über die Kontinentalscheide verlaufen, es kam jedoch mit den Kohleminen im Upper Elk Valley zu einem  Konflikt, da eine solche Streckenführung die Möglichkeiten zur Erweiterung ihrer Minen beeinträchtigen würde. In der Vergangenheit hatten Einwohner von Elkford, British Columbia, vorgeschlagen, den British Columbia Highway 43 über den Pass und nach Alberta zu verlängern, um eine neue Allwetterstrecke von British Columbia nach Calgary zu schaffen, aber angesichts des verstärkten Umweltschutzes auf der Seite Albertas wird dieses Projekt nicht mehr als wahrscheinlich angesehen.